# Saelices de Mayorga
Saelices de Mayorga es un municipio y localidad española de la provincia de Valladolid, en la comunidad autónoma de Castilla y León. Se encuentra a siete kilómetros de Mayorga.

## Geografía humana

### Demografía
Cuenta con una población de 111 habitantes (INE 2024).
| Gráfica de evolución demográfica de Saelices de Mayorga entre 1842 y 2021                                                                                              |
| |
| Población de derecho según los censos de población del INE Población de hecho según los censos de población del INEEn estos censos se denominaba Saelices: 1842 y 1857 |

## Fiestas
Las fiestas se celebran el último fin de semana de julio en honor de san Pedro Advincula.

## Véase también

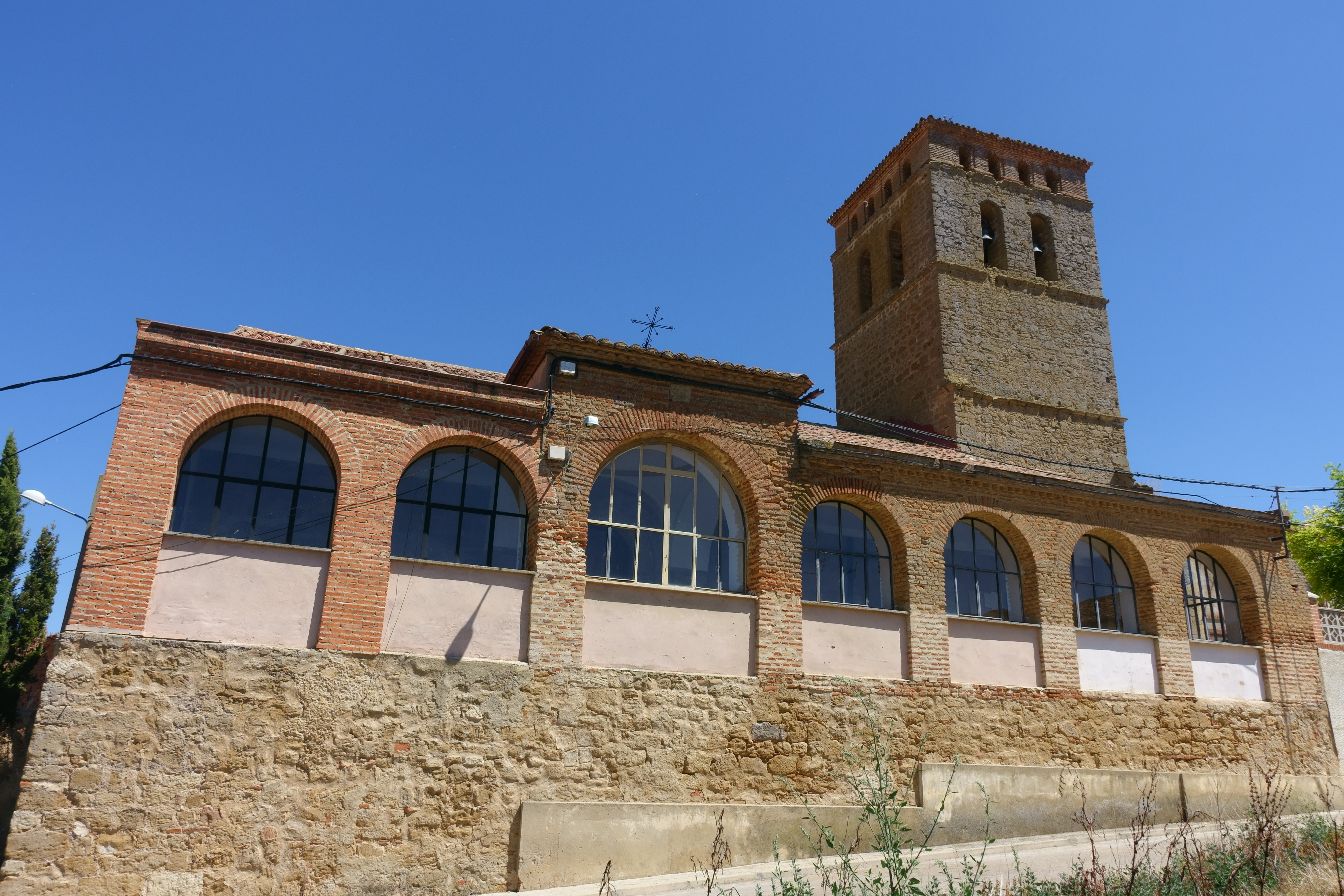
Iglesia de San Pedro ad Vincula